# Pixel 6
O Pixel 6 e Pixel 6 Pro são um par de smartphones Android projetados, desenvolvidos e comercializados pelo Google como parte da linha de produtos Google Pixel. Eles servem coletivamente como sucessores do Pixel 5. Os telemóveis foram visualizados pela primeira vez em agosto de 2021, confirmando relatos de que seriam alimentados por um sistema em chip personalizado chamado Google Tensor. As câmeras estão alojadas em uma barra horizontal na parte traseira, enquanto a frente apresenta um entalhe de tela perfurado no centro. Eles foram lançados com o Android 12, com o Google anunciando vários recursos de inteligência artificial e computação ambiental durante o evento de lançamento dos telemóveis.
O Pixel 6 e o Pixel 6 Pro foram anunciados oficialmente em 19 de outubro de 2021, no evento Pixel Fall Launch, e foram lançados nos Estados Unidos em 28 de outubro, após uma extensa campanha de marketing. Eles receberam críticas geralmente positivas dos críticos, que elogiaram seu chip Tensor, câmeras, desempenho, design e preço, embora o sensor de impressão digital e a duração da bateria tenham recebido reações mistas. Os telefones se tornaram os dispositivos Pixel de venda mais rápida do Google, permitindo que a empresa se tornasse a quinta maior fabricante de smartphones na América do Norte e no Reino Unido durante o primeiro trimestre de 2022. Eles foram sucedidos pelo Pixel 7 e Pixel 7 Pro em 2022.

## História
O Pixel 6 e o Pixel 6 Pro foram visualizados pelo Google em 2 de agosto de 2021, confirmando os novos designs dos telefones e a introdução de seu sistema em chip (SoC) Tensor personalizado. Dispositivos Pixel anteriores usavam chips Qualcomm Snapdragon, com o Google tendo começado a desenvolver seus próprios chips com o codinome Whitechapel já em abril de 2016.